# Такер, Эл
Альберт Эмес «Эл» Такер (англ. Albert Ames "Al" Tucker; 24 февраля 1943 года, Дейтон, штат Огайо — 7 мая 2001 года, Дейтон, штат Огайо) — американский профессиональный баскетболист. Такеру и его брату Джеральду иногда приписывают изобретение аллей-упа во время учебы в Баптистском университете Оклахомы, Шони.

## Карьера игрока
Играл на позиции тяжёлого форварда. Учился в Баптистском университете Оклахомы, в 1967 году был выбран на драфте НБА под 6-м номером командой «Сиэтл Суперсоникс». Позже выступал за команды «Цинциннати Роялз», «Чикаго Буллз», «Балтимор Буллетс» и «Флоридианс» (АБА). Всего в НБА провёл 4 неполных сезонов. Включался в 1-ю сборную новичков НБА (1968). Всего за карьеру в НБА сыграл 257 игр, в которых набрал 2431 очко (в среднем 9,5 за игру), сделал 1283 подбора и 230 передач.
Последние два неполных сезона своей профессиональной карьеры Такер провёл в АБА, выступая за команду «Флоридианс», за которую сыграл 95 игр, в которых набрал 1110 очков (в среднем 11,7 за игру), сделал 457 подборов и 112 передач.
В 1967 году Такер в составе сборной США занял четвёртое место на чемпионате мира по баскетболу в Уругвае.

## Статистика

### Статистика в НБА
| Сезон                                                                                    | Команда    | Регулярный сезон | Регулярный сезон | Регулярный сезон | Регулярный сезон | Регулярный сезон | Регулярный сезон | Регулярный сезон | Регулярный сезон | Регулярный сезон | Регулярный сезон | Регулярный сезон | Серия плей-офф | Серия плей-офф | Серия плей-офф | Серия плей-офф | Серия плей-офф | Серия плей-офф | Серия плей-офф | Серия плей-офф | Серия плей-офф | Серия плей-офф | Серия плей-офф |
| Сезон                                                                                    | Команда    | GP               | GS               | MPG              | FG%              | 3P%              | FT%              | RPG              | APG              | SPG              | BPG              | PPG              | GP             | GS             | MPG            | FG%            | 3P%            | FT%            | RPG            | APG            | SPG            | BPG            | PPG            |
| ---------------------------------------------------------------------------------------- | ---------- | ---------------- | ---------------- | ---------------- | ---------------- | ---------------- | ---------------- | ---------------- | ---------------- | ---------------- | ---------------- | ---------------- | -------------- | -------------- | -------------- | -------------- | -------------- | -------------- | -------------- | -------------- | -------------- | -------------- | -------------- |
| 1967/68                                                                                  | Сиэтл      | 81               |                  | 29,2             | 44,2             |                  | 70,7             | 7,5              | 1,4              |                  |                  | 13,1             | Не участвовал  | Не участвовал  | Не участвовал  | Не участвовал  | Не участвовал  | Не участвовал  | Не участвовал  | Не участвовал  | Не участвовал  | Не участвовал  | Не участвовал  |
| 1968/69                                                                                  | Сиэтл      | 56               |                  | 22,5             | 43,2             |                  | 63,7             | 5,7              | 1,0              |                  |                  | 10,3             | Не участвовал  | Не участвовал  | Не участвовал  | Не участвовал  | Не участвовал  | Не участвовал  | Не участвовал  | Не участвовал  | Не участвовал  | Не участвовал  | Не участвовал  |
| 1968/69                                                                                  | Цинциннати | 28               |                  | 22,4             | 47,5             |                  | 67,1             | 4,4              | 0,7              |                  |                  | 10,8             | Не участвовал  | Не участвовал  | Не участвовал  | Не участвовал  | Не участвовал  | Не участвовал  | Не участвовал  | Не участвовал  | Не участвовал  | Не участвовал  | Не участвовал  |
| 1969/70                                                                                  | Чикаго     | 33               |                  | 16,9             | 51,3             |                  | 82,2             | 3,4              | 0,9              |                  |                  | 7,0              | Не участвовал  | Не участвовал  | Не участвовал  | Не участвовал  | Не участвовал  | Не участвовал  | Не участвовал  | Не участвовал  | Не участвовал  | Не участвовал  | Не участвовал  |
| 1969/70                                                                                  | Балтимор   | 28               |                  | 9,4              | 51,0             |                  | 78,6             | 1,9              | 0,3              |                  |                  | 4,7              | 4              |                | 1,3            | 100,0          |                | -              | 0,0            | 0,0            |                |                | 1,0            |
| 1970/71                                                                                  | Балтимор   | 31               |                  | 8,9              | 45,2             |                  | 80,6             | 2,4              | 0,2              |                  |                  | 4,2              | Не участвовал  | Не участвовал  | Не участвовал  | Не участвовал  | Не участвовал  | Не участвовал  | Не участвовал  | Не участвовал  | Не участвовал  | Не участвовал  | Не участвовал  |
|                                                                                          | Всего      | 257              |                  | 20,8             | 45,3             |                  | 70,2             | 5,0              | 0,9              |                  |                  | 9,5              | 4              |                | 1,3            | 100,0          |                | -              | 0,0            | 0,0            |                |                | 1,0            |
| Наведите курсор мыши на аббревиатуры в заголовке таблицы, чтобы прочесть их расшифровку. |            |                  |                  |                  |                  |                  |                  |                  |                  |                  |                  |                  |                |                |                |                |                |                |                |                |                |                |                |